# Walther Recke
Walther Recke, gelegentlich Walter Recke (* 4. Oktober 1887 in Essen; † 21. November 1962 in Freiburg im Breisgau) war ein deutscher Archivar und Historiker. Sein Forschungsschwerpunkt war die Geschichte der deutschen Ostgebiete und Osteuropas.

## Leben
Nach dem Studium der Germanistik und Geschichte an der Universität Berlin und seiner Promotion 1910 war er ab 1911 in der preußischen Archivverwaltung tätig, seit 1913 am Staatsarchiv Danzig, von 1929 bis 1939 als dessen Direktor. Nach seiner Habilitation 1922 wurde er 1937 ordentlicher Professor für Geschichte an der Technischen Hochschule Danzig. Von 1927 bis 1939 leitete er das Ostland-Institut in Danzig und entfaltete eine rege publizistische und Vortragstätigkeit, die eine Revision der im Versailler Vertrag festgelegten Grenzen und den Anschluss der Freien Stadt Danzig und Pomerellens an das Deutsche Reich zum Ziel hatte. Das Ostland-Institut war der wissenschaftlich-politischen, völkisch ausgerichteten Leipziger Stiftung für Volks- und Kulturbodenforschung angegliedert. Von 1931 bis 1940 war er Vorsitzender des Westpreußischen Geschichtsvereins. 1935 war er an der Gründung der Nord- und Ostdeutschen Forschungsgemeinschaft beteiligt. 
Am 28. Juni 1937 beantragte er die Aufnahme in die NSDAP und wurde zum 1. November desselben Jahres aufgenommen (Mitgliedsnummer 4.790.314). Zudem wurde er Gauhauptstellenleiter im Gauschulungsamt.
Nach dem Ende des Nationalsozialismus ging Recke nach Westdeutschland. Er war zunächst Bevollmächtigter für Flüchtlingsfragen in Schleswig-Holstein.
1950 wurde er Gründungsmitglied des Herder-Forschungsrates. 1954 erhielt er einen Lehrauftrag der Universität Freiburg und wurde 1959 emeritiert.
Politisch trat Recke wie sein Vorgänger am Staatsarchiv, Karl-Josef Kaufmann, für die Revision des Versailler Vertrages und die antislawische Politisierung der Geschichtswissenschaft, die Ostforschung, ein. Recke forderte, polnischen Besuchern die Benutzung deutscher Archive zu erschweren, und sprach sich für eine Datensammlung über polnische Historiker aus, „um die wissenschaftliche Abwehrarbeit gegen Polen anzuschieben“.
Er sprach in der „Polenfrage“ „der polnischen Nation sowohl das Recht als auch die Fähigkeit ab, aus eigener Kraft einen Staat zu unterhalten.“

## Schriften
- Westpreußen, der Schicksalsraum des deutschen Ostens. Aus der Geschichte des Reichsgaues Danzig-Westpreußen. Danzig 1940
- Der Geburtstag des polnischen Staates. Herausgegeben von der NSDAP-Gauleitung Danzig-Westpreußen. Danzig 1939
- Die polnische Frage als Problem der europäischen Politik. Berlin 1927
- Die Verfassungspläne der russischen Oligarchen im Jahre 1730 und die Thronbesteigung der Kaiserin Anna Ivanovna. Diss. Berlin 1911